# マリオンベリー
マリオンベリーとして販売されているマリオン栽培品種（属：Rubus L. 亜属：Rubus）あるいはマリオンブラックベリーは、オレゴン州立大学の協力の下、米国農務省農業研究庁の育種プログラムによって開発されたブラックベリーであり、Chehalem種と Olallie種を掛け合わせた品種である。 マリオンベリーは、現在、最も一般的なブラックベリーの栽培品種であり、オレゴン州で生産されるすべてのブラックベリーの半数以上を占めている。

## 特徴と風味
マリオンベリーは、明るく光沢のある中型の果物であり、しばしば横幅よりも長くなる。
また、草木の上では黒く見えるが、凍結し解凍すると暗紫色になる。
マリオンベリーは酸っぱい風味があるが、エバーグリーンブラックベリーよりもジューシーで甘い。 マリオンベリーには複雑な風味があり、そのため、「ブラックベリーのカベルネ」と呼ばれている。